# 绣花脊熟若蟹
繡花脊熟若蟹（學名：Lophozozymus pictor，俗名：Mosaic crab、雷公蟳）为扇蟹科脊熟若蟹属的动物，外型呈橢圓形、螯腳指節呈黑色，全身布滿紅白相間的繡花狀紋路。甲殼長約5公分，甲殼寬約9公分。分布于日本沿海、臺灣、海南島、東南亞各國、南太平洋群島、澳洲等地，生活环境为海水，常生活于低潮线至水深30米的岩石底或珊瑚礁丛中。其生存的海拔下限为-30米。為目前已知的最毒的螃蟹之一。
繡花脊熟若蟹在菲律賓與新加坡皆曾有誤食死亡案例。菲律賓產繡花脊熟若蟹的毒素經純化鑑定，毒成分是沙海葵毒素（palytoxin, PLTX），但澳洲產的蟹毒成分主要是麻痺性貝毒的 膝溝藻毒素（gonyautoxin, GTX） ，同時新加坡產的蟹毒成分鑑定則是沙海葵毒的異構物。
文獻指出，繡花脊熟若蟹的毒量在不同身體部位有所差異，毒素主要存在於腸（11855.2 MU/g） 、肝胰臟（3728.0 MU/g），少量存在於肌肉（262.2 MU/g）中，甲殼在大部分的樣本皆無含有毒素。一般60公斤成年人的致死量約為3000 MU。
然而在北臺灣於基隆對此種蟹類的採樣分析中，毒量並不高，平均約為5 MU/g（以河魨毒計算），其毒成分是90% 河豚毒素（Tetrodotoxin, TTX）與10% 麻痺性貝毒，而南臺灣東港捕獲的繡花脊熟若蟹，檢測得知毒量較基隆產的低，約僅3 MU／g，為河豚毒素。
造成此同物種卻不同毒素的現象，學者推測應與外在食物來源有關，當繡花脊熟若蟹攝入含有各種毒素的食物，雖然對其本身無害，卻會累積於蟹體內，當人們誤食或分析時，才會發現多種不同毒素。
相同文獻也發現，經人為餵食無毒餌料蓄養10 - 24日後的繡花脊熟若蟹，體內毒素也大幅降低。
繡花脊熟若蟹的毒素只存在於內臟或肌肉等組織之中，不似毒蛇或蠍子具有毒腺。因此被夾到頂多只有皮肉之痛，即使造成傷口毒素也不會經由鉗指進入人體而中毒致命。但毒素為水溶性而且無法經由加熱分解，既使烤熟煮爛也無法將毒素成分破壞。
毒素屬於神經性毒素，作用於受害者神經系統。毒素一旦被吸收進入血液之中達到致命量則藥石罔效，遇到食用毒蟹中毒，最有效的方法是催吐，以減少毒素吸收。